# Petrova Gora
Petrova Gora är en bergskedja i Kroatien. Den ligger i den centrala delen av landet, 60 km söder om huvudstaden Zagreb.
Petrova Gora sträcker sig 17,2 km i sydostlig-nordvästlig riktning. Den högsta toppen är Petrovac, 509 meter över havet.